# Paule Régnier
Pour les articles homonymes, voir Régnier.
Paule Régnier, née à Fontainebleau (Seine-et-Marne) le 19 juin 1888 et morte à Meudon (Hauts-de-Seine) le 1er décembre 1950, est une femme de lettres française, lauréate du Grand prix du roman de l'Académie française en 1934.

## Biographie
Paule Joseph Marie Eugénie Charlotte Régnier, née à Fontainebleau, est atteinte à dix-huit mois d'une tuberculose osseuse, qui la rend bossue. Elle grandit à Versailles où son père, officier de carrière avait été envoyé en 1890 et où il installe sa famille quand les obligations du métier militaire le font changer de résidence. Après la mort de son père en 1902, sa mère s'installe avec elle et ses deux sœurs aînées à Paris. Après le mariage de celles-ci, Paule Régnier restera seule avec sa mère jusqu'à la mort de cette dernière en 1926.
Secrètement amoureuse de Paul Drouot avant sa mort en 1915, elle contribue à entretenir la mémoire de l'écrivain et publie en 1923 un essai sur lui. 
Son roman La Vivante Paix obtient le Prix Balzac en 1924, Heureuse faute obtient le Prix Paul Flat de l'Académie française en 1929 et L'Abbaye d'Évolayne obtient le Grand prix du roman de l'Académie française en 1934.
Après son suicide en 1950, une partie de son journal (de 1921 à 1950) est publié chez Plon en 1953. La Bibliothèque municipale de Charleville-Mézières conserve, dans son fonds Paule-Régnier (cote Ms 471), quatre cahiers supplémentaires, datés de décembre 1910 à 1935.

## Œuvres
- Octave, 1913
- La Vivante Paix, 1924 – Prix Balzac
- Heureuse Faute, 1929 – Prix Paul Flat de l'Académie française
- Marcelle, faible femme, 1929
- Le Roi Mage de Maillezais, 1930
- Petite et Nadie, 1931
- L'Abbaye d'Évolayne, 1933 – Grand prix du roman de l'Académie française
- Cherchez la joie, 1936
- Tentation, 1941
- L'Expérience d'Alain, 1942
- Ce qui fait le bonheur, 1945
- L'Aventure d'Hermione Capulet, 1946
- La Face voilée, essai sur la douleur, suivi de Plaintes dans la nuit, 1947
- Les Filets de la mer, 1949

Publications posthumes
- Journal, préface de Jacques Madaule, 1953[9]
- Fêtes et Nuages, chronique d'une enfance, 1956
- Lettres, 1956